# Guillaume Judas
Guillaume Judas est un coureur cycliste français, né le 15 juillet 1970. Il fut l'un des meilleurs cyclistes amateurs de sa génération.

## Biographie
Guillaume Judas gagne notamment le Ruban granitier breton en 2001 et Paris-Conneré en 2002.

## Palmarès
- 1992
  - 2e de Paris-Orléans
- 1995
  - Grand Prix du Centre de la France
  - 2e étape de la Ronde des Vosges
  - Grand Prix de Montreuil-Bellay
  - Prix de Liancourt
  - Prix de Brétignoles-sur-Mer
  - 2e de l'Étape du Tour
  - 3e du Grand Prix de Blangy
- 1996
  - Grand Prix de Belgrade :
    - Classement général
    - 1re étape
- 1997
  - Champion de l'Orléanais
  - Champion de France des comités
  - Tour de Franche-Comté :
    - Classement général
    - 5e étape

  - Ronde des Vosges :
    - Classement général
    - 1re étape

  - Ronde mayennaise
- 1998
  - Circuit des Deux Ponts
  - Grand Prix de l'Èvre à Montrevault
  - Grand Prix de Coucy-le-Château
  - Grand Prix d'Orléans
  - Grand Prix de Vierzon
  - 2e étape du Challenge Mayennais
  - 2e des Boucles de l'Essonne
  - 2e de La Savoyarde
  - 2e de La Polysénonaise
  - 2e du Challenge Mayennais
  - 2e de Jard-Les Herbiers
- 1999
  - Champion de Bretagne
  - Grand Prix de Fougères
  - Grand Prix de Ligugé
  - Grand Prix de La Rouchouze
  - Grand Prix de Harcourt
  - 2e du Tour des Landes
  - 2e des Boucles de la Loire
- 2000
  - Tarbes-Sauveterre
  - Boucles de la Loire
  - Souvenir Louison-Bobet
  - Grand Prix de Fougères
  - Prix des Vins Nouveaux
  - 3e étape du Tour de Gironde
  - 3e étape de la finale de la Coupe de France des clubs DN1
  - 1re étape des Boucles de la Mayenne
  - 2e du Tour du Canton de Hautefort
  - 2e du Grand Prix de la Pentecôte
  - 2e du Tour du Canton de Châteaumeillant
  - 3e des Boucles de la Mayenne
- 2001
  - Ruban granitier breton :
    - Classement général
    - 1re étape

  - Prix Xavier Louarn
  - Tour du Labourd
  - 5e étape du Tour de la Manche
  - 3e étape des Boucles de la Mayenne
  - 2e étape du Tour de Nouvelle-Calédonie
  - 2e du Tour de Nouvelle-Calédonie
  - 2e de Tarbes-Sauveterre
  - 2e du Circuit de la Nive
  - 3e de la Ronde du Pays basque
- 2002
  - Paris-Connerré
  - Grand Prix de Montereau
  - 1re étape du Tour de Corrèze
  - 1re étape des Trois Jours de Cherbourg
  - 4e étape du Tour de Nouvelle-Calédonie
  - 2e de la Route de l'Atlantique
  - 2e du championnat de Bretagne
  - 2e du Tour de Corrèze
  - 2e de Manche-Atlantique
  - 3e des Boucles de la Loire
- 2003
  - Circuit d'Armorique
  - Orvault-Saint-Nazaire-Orvault
  - Ronde de Perseigne
  - 3e étape des Boucles de la Mayenne
  - 3e de Tarbes-Sauveterre
- 2004
  - Manche-Océan
  - 3e des Boucles de la Marne
  - 3e du Grand Prix Michel-Lair
- 2006
  -  Champion du monde sur route masters
  - Boucles de la Loire
  - Tour du Gâtinais
  - Grand Prix de Toury
  - 1re étape du Critérium des Deux Vallées
  - 2e étape du Circuit de l'Aisne
- 2007
  - Redon-Redon
  - 2e du Tour du Gâtinais